# Tópaga
Tópaga è un comune della Colombia facente parte del dipartimento di Boyacá.
Il centro abitato venne fondato da Álvaro Leiva nel 1593, mentre l'istituzione del comune è del 1832.